# محطة بلاك فوكس للطاقة النووية
محطة بلاك فوكس للطاقة النووية هي محطة للطاقة النووية اقترحتها شركة الخدمات العامة في أوكلاهوما في مايو 1973.

## نبذة
كان من المقرر بناء المنشأة على بعد حوالي 3 أميال جنوب غرب وسط مدينة إينولا بولاية أوكلاهوما، وكان من المقرر أن تتكون من مفاعلين يعملان على الماء المغلي سعة 1.150 ميجاوات. التكلفة التقديرية للبناء في عام 1973 كانت 450 مليون دولار. بحلول عام 1979 ارتفع المبلغ إلى 3.4 مليار دولار.
في الثاني من يونيو عام 1979، أي بعد شهرين فقط من الانهيار الجزئي في محطة ثري مايل للطاقة النووية في ولاية بنسلفانيا، تسلقت مجموعة من الأشخاص السياج الشائك الذي أحيط بمحطة كهرباء بلاك فوكس. حمل المتظاهرون حقائبهم وخيامهم وقيثاراتهم الصوتية في محاولة لعرقلة البناء والتخييم خلال الليل. تم القبض على حوالي 500 شخص.

## الإلغاء
تم إلغاؤها في عام 1982.